# カセグレンアンテナ

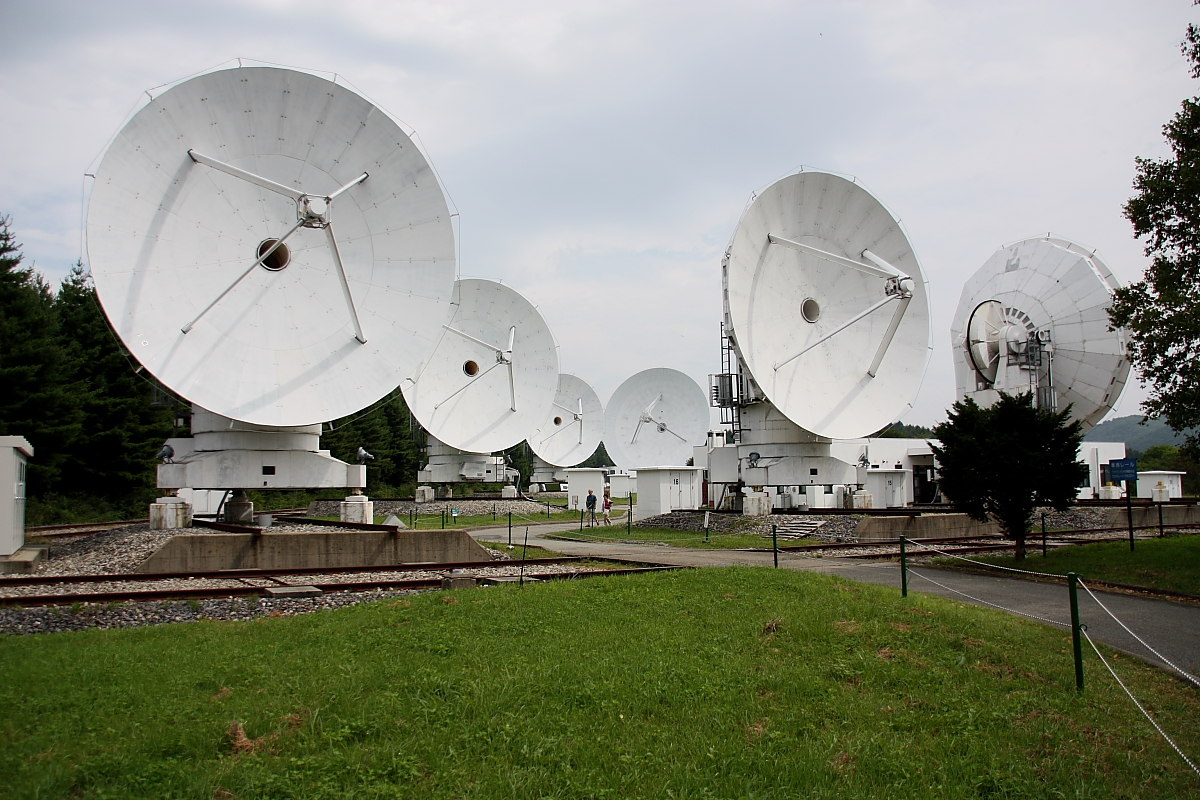
6台の野辺山ミリ波干渉計

パラボラアンテナの種類。

カセグレンアンテナ（英語: Cassegrain antenna）とは主、副の反射器を持つパラボラアンテナ（parabolic antenna）の一種である。

## 概要
パラボラアンテナ（そのうち、放物面反射器を主反射器とする）に副反射器を追加したアンテナである。副反射器が双曲面凸型であるものを本項目で述べるカセグレンアンテナ（右図の上から3番目）、楕円面凹型であるものをグレゴリアンアンテナ（右図の一番下）という。
通常のアクシス式パラボラアンテナ（右図の1番目）と違い輻射器による反射器を隠蔽する部分の形状を対称に保つことができるため、指向性のわずかな乱れが許されない衛星通信に多く用いられる。
カセグレン式アンテナは主鏡の焦点を遠くにしても副鏡支持具を長くしないで済む利点があるばかりでなく、主鏡焦点が遠くあることによりアンテナ視野が大きくとれる利点がある。従来副鏡支持具を長くしないため主鏡の曲面を大きくし視野を犠牲にして焦点が主鏡面近くなるような設計をしていた。

## アクシス式パラボラアンテナとの比較
長所
- 導波管を短くでき、その損失が軽減できる。
- 輻射器の形状による指向性の乱れに規則性があるので、これを補正しやすい。

短所
- 副反射器による主反射器を隠蔽する損失が、比較的大きい。

## 関連項目

カセグレン焦点